# Мейертон (Бейкер)
Мейертон (англ. Meyerton) — покинутый населённый пункт на острове Бейкер. Располагался в западной части острова на высоте 4 метров над уровнем моря.
Поселение было основано американскими колонистами, прибывшими на остров в 1935 году для разработки месторождений гуано. За оказанную армией Соединенных Штатов помощь в постройке жилых зданий и цистерны для сбора дождевой воды, колонисты решили назвать населённый пункт в честь армейского капитана Х. А. Мейера.
В январе 1942 года население Мейертона было эвакуировано, так как в декабре 1941 года большая часть построек острова была разрушена японскими военными.